# Dominion III
Pour les articles homonymes, voir Dominion (homonymie).
Dominion III est un groupe autrichien d'électro-industriel, actif au début des années 2000.

## Histoire
Le groupe est formé en 1998 par Tharen (Alexander Opitz), peu de temps après que son autre groupe Dargaard ait sorti son premier album. Dominion III lui semble être la forme d'expression appropriée de ses sentiments dans un style électro exacerbé. Tout comme pour Dargaard, Elisabeth Toriser a apporté sa voix. Tharen donne à son premier album The Hand and the Sword un style de musique électronique apocalyptique. Cette musique était très expressive et dure et traitait des aspects sombres et colériques de la vie. La musique de Tharen montre souvent ces traits de caractère, qui proviennent de son passé de black metal. Le groupe obtient un contrat chez Napalm Records, comme les autres projets de Tharen.
Le deuxième album sort deux ans après The Hand and the Sword, et est intitulé Life Has Ended Here, qui est remarqué par l'ensemble de la presse spécialisée,,,,. Cet album s'oriente davantage vers l'electro et est nettement plus influencé par la guitare. Cela est dû au fait que le guitariste Jörg Lanz du groupe Amestigon de Tharen les a rejoints. La musique continue à montrer sa nature agressive combinée à une vision sombre du son.
Tharen déclare que le groupe souhaitait éventuellement passer à un autre label discographique, qui se concentrerait davantage sur la musique électronique. Mais les relations avec Napalm Records restent bonnes. 

## Discographie
- 2000 : The Hand and the Sword
- 2002 : Life Has Ended Here